# Срећна нова година
„Срећна нова година” је југословенски ТВ филм из 1962. године. Режирао га је Раде Млађеновић а сценарио је написао Бранислав Ђуричић.

## Улоге
| Глумац                | Улога |
| --------------------- | ----- |
| Љубомир Дидић         |       |
| Предраг Цуне Гојковић |       |
| Радмила Караклајић    |       |
| Ана Красојевић        |       |
| Жарко Митровић        |       |
| Олга Нађ              |       |
| Ивана Пандуровић      |       |
| Бранка Веселиновић    |       |
| Јовиша Војиновић      |       |
| Аница Зубовић         |       |